# 책받침

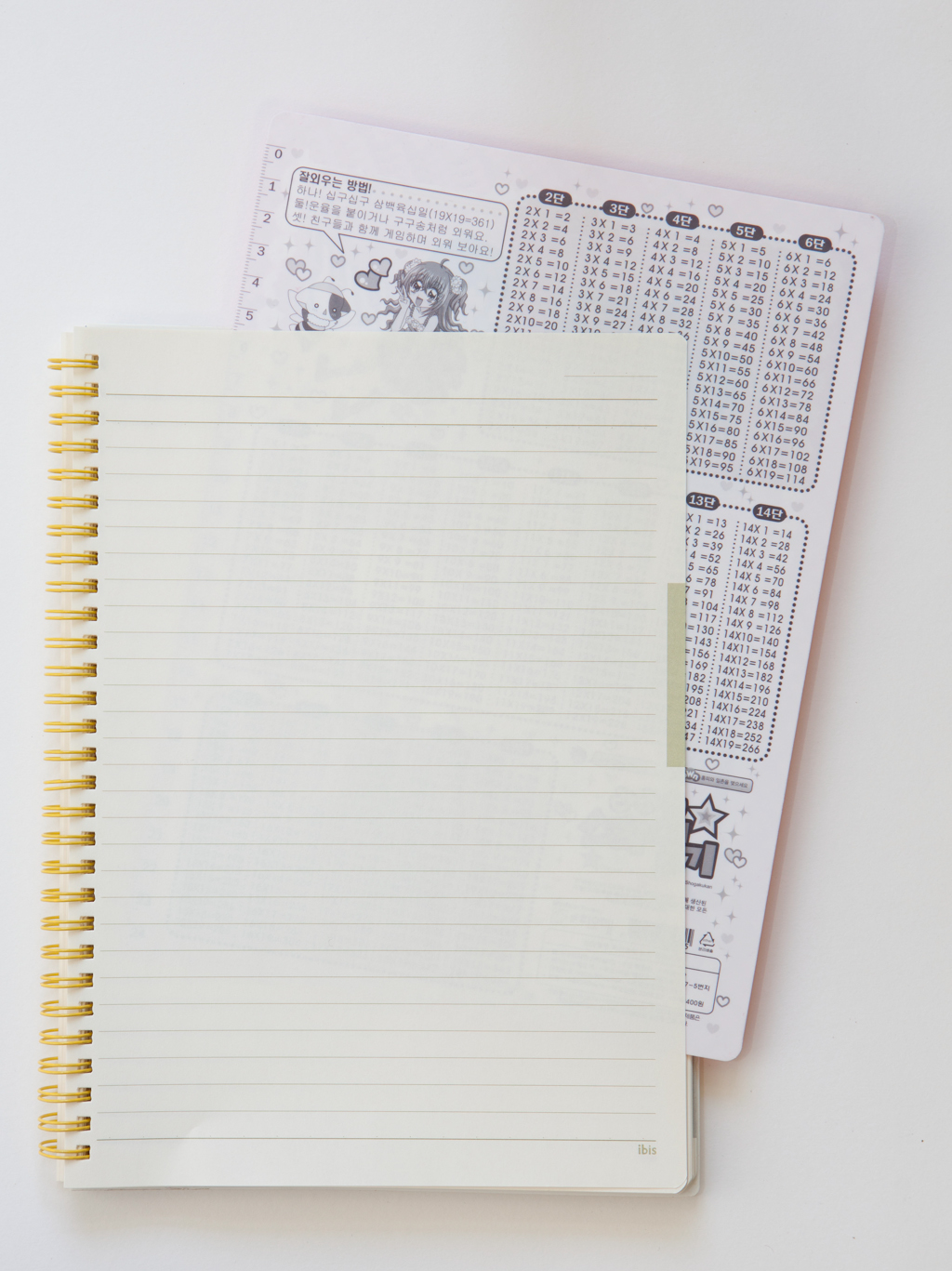

책받침은 글씨를 쓸 때 종이 밑에 받치는 단단하고 얇은 판이다. 보통은 플라스틱 재질이며, 사진이나 종이를 코팅하여 책받침 용도로 쓰기도 한다.

## 용도
볼펜이나 만년필 등에는 사용하지 않으며, 보통은 연필을 사용할 때 썼다. 이는 과거에 학교 책상이 평평하지 못하고 울퉁불퉁했고 노트의 종이질도 상대적으로 안좋았던 관계로, 밑에 단단한 판을 받치지 않으면 종이에 구멍이 뚫리는 일이 많았기 때문이다. 2000년대 이후로 책상의 질이 좋아지고 노트의 종이질도 향상되어, 책받침의 사용은 불필요해졌다.

## 문화
책받침은 주로 한국과 일본에서 사용된다. 초등학생들의 책받침에는 구구단이 적혀있는 일이 많다. 대한민국에서 19단을 이용한 암산이 유행이 된 후로, 오늘날에는 19단이 적혀 있는 경우도 종종 있다. 
서양에서는 거의 쓰지 않기 때문에, 책받침에 해당하는 정확한 영어 단어는 없다. 한국에서는 1980년대부터 1990년대까지 유명 연예인의 사진을 코팅하여 책받침으로 쓰는 것이 큰 유행이 되었던 적이 있다.